# تور جهانی اولتراسوند
تور جهانی اولتراسوند (انگلیسی: Ultrasound World Tour) چهارمین تور کنسرت از خواننده و ترانه‌پرداز نیوزیلندی، لرد است که در حمایت از چهارمین آلبوم استودیویی‌اش با نام باکره (۲۰۲۵) برگزار خواهد شد. این تور شامل اجراهایی در سالن‌های بزرگ در آمریکای شمالی و اروپا است و قرار است در ۱۷ سپتامبر ۲۰۲۵ از آستین، تگزاس، ایالات متحده آغاز شود و در ۹ دسامبر ۲۰۲۵ در استکهلم، سوئد به پایان برسد.